# هيو بولتون جونز
هيو بولتون جونز (بالإنجليزية: Hugh Bolton Jones)‏ هو رسام أمريكي، ولد في 20 أكتوبر 1848 في بالتيمور في الولايات المتحدة، وتوفي في 24 سبتمبر 1927 في نيويورك في الولايات المتحدة.

## معرض صور

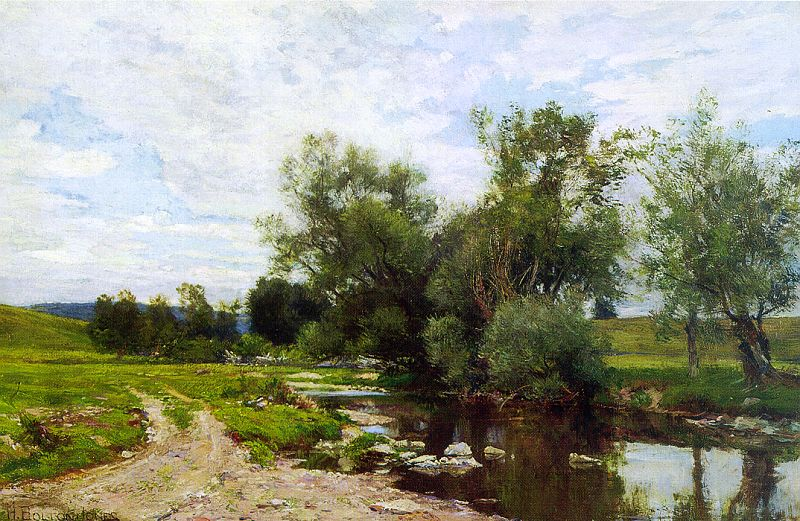
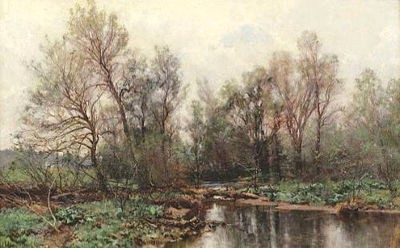
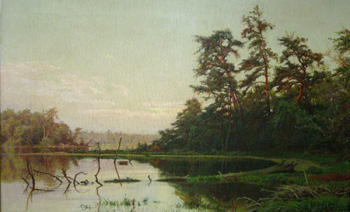
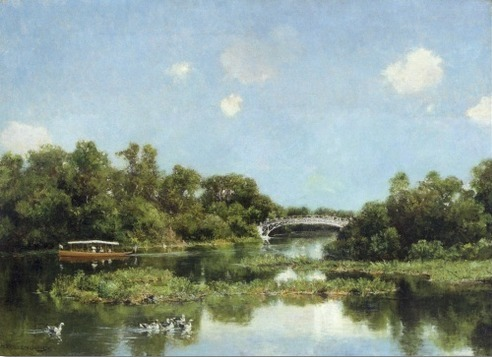
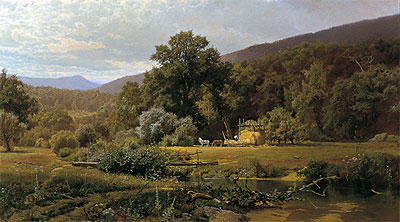